# Гамбия на Паралимпийских играх
Гамбия на Паралимпийских играх впервые приняла участие в 2012 году на летних Играх в Лондоне. На зимних Играх делегация Гамбии участия пока не принимала. Медалей на Играх спортсмены Гамбии пока не завоевали.